# Banat de Temeswar
Banat de Temeswar était, sous la monarchie de Habsbourg, le nom allemand du Banat historique. Temeswar est le nom allemand de Timișoara, sa capitale.
Il a formé une province (Bezirk) entre 1718 et 1778, ultérieurement incorporée au royaume hongrois habsbourgeois et divisée en quatre comitats : Torontál, Temes/Timiš/Timiș, Krassó/Karaš/Caraș et Szörény/Severin, les deux derniers étant réunis en 1881 sous le nom de Krassó-Szörény. 
Aujourd'hui, la région est partagée en trois : le Banat hongrois près de Szeged, le Banat serbe (partie de la Voïvodine) et le Banat roumain.